# Placynthiopsis
Placynthiopsis is een monotypisch geslacht van korstmossen behorend tot de familie Placynthiaceae. Het bevat alleen Placynthiopsis africana.